# 川村有司
川村 有司（かわむら ゆうじ）は、北海道余市町出身の元スキージャンプ選手。余市高校－明治大学－ニッカウヰスキー。
高校時代に数々のタイトルを獲得し期待されたものの以後はあまり目立った活躍はなかった。
スキージャンプ・ワールドカップでは1979年12月27日のコルチナ・ダンペッツォで15位、1980年1月13日の札幌で自己最高位の14位。

## 日本国内での主な競技成績
- 1975.02.19(水) 第30回国民体育大会冬季大会 少年の部優勝
- 1976.01.11(日) 第15回STVカップ国際スキージャンプ競技大会 少年の部優勝
- 1976.01.17(土) 第3回HTB杯ジャンプ競技大会 少年の部優勝
- 1976.01.19(月) 第28回北海道高等学校スキー大会 優勝
- 1976.01.25(日) 第31回北海道スキー選手権大会 少年の部優勝
- 1976.02.10(火) 第25回全国高校スキー大会 優勝
- 1976.02.17(火) 第31回国民体育大会冬季大会 少年の部優勝
- 1976.02.21(土) 第54回全日本スキー選手権大会(70m級) 少年の部優勝
- 1976.02.27(金) 第47回宮様スキー大会国際競技会（70m級） 少年の部優勝
- 1976.02.28(土) 第18回HBCカップジャンプ競技会 少年の部優勝
- 1976.02.29(日) 第47回宮様スキー大会国際競技会（90m級） 少年の部優勝
- 1976.12.19(日) 第7回名寄ピヤシリジャンプ大会 少年の部優勝
- 1977.01.15(土) 第5回札幌オリンピック記念国際スキージャンプ競技大会 少年の部優勝
- 1977.01.16(日) 第16回STVカップ国際スキージャンプ競技大会 少年の部優勝
- 1977.02.06(日) 第18回NHK杯ジャンプ大会 少年の部優勝
- 1977.02.25(金) 第48回宮様スキー大会国際競技会（70m級） 少年の部優勝
- 1977.02.26(土) 第19回HBCカップジャンプ競技会 少年の部優勝
- 1977.02.27(日) 第48回宮様スキー大会国際競技会（90m級） 少年の部優勝
- 1977.03.04(金) 第55回全日本スキー選手権大会(70m級) 少年の部優勝
- 1977.03.13(日) 第12回雪印杯全日本ジャンプ旭川大会 少年の部優勝
- 1977.03.22(火) ナイタージャンプ第1回公式記録会 優勝
- 1978.02.03(金) 第49回宮様スキー大会国際競技会（70m級） 少年の部優勝
- 1978.02.04(土) 第20回HBCカップジャンプ競技会 少年の部優勝
- 1978.02.05(日) 第49回宮様スキー大会国際競技会（90m級） 少年の部優勝
- 1980.03.15(土) 第2回クナイスル杯宮の森ナイタージャンプ大会 成年の部優勝
- 1980.10.26(日) 第1回朝日町プラスチックジャンプ大会 成年の部優勝
- 1981.01.17(土) 第54回全日本学生スキー選手権大会 一部優勝
- 1985.03.10(日) 第63回全日本スキー選手権大会(90m級) 優勝